# Borough londonien de Haringey
Le borough londonien de Haringey (en anglais : London Borough of Haringey) est un borough du Grand Londres. Fondé en 1965 par la fusion des districts de Hornsey, de Wood Green et de Tottenham, faisant auparavant partie du comté du Middlesex, il compte plus de 267 500 habitants en 2014.

## Géographie
Ce borough se compose de :
- Bounds Green
- Crouch End
- Finsbury Park
- Harringay
- Highgate
- Hornsey
- Manor House (partagé avec Hackney)
- Muswell Hill
- Noel Park
- Seven Sisters
- South Tottenham
- Stroud Green
- Tottenham
- Tottenham Green
- Tottenham Hale
- Turnpike Lane
- Wood Green

Le borough de Haringey est connu pour le club de football Tottenham Hotspur ainsi que pour Alexandra Palace.